# Assis Chateaubriand (Paraná)
Assis Chateaubriand es un municipio brasileño del estado de Paraná. Está situada entre Toledo, Goioerê y Palotina, su población estimada en 2010 era de 33.028 habitantes.